# Funció de Dirichlet
En matemàtiques, la  funció de Dirichlet , anomenada així en honor del matemàtic alemany Peter Gustav Lejeune Dirichlet, és una funció matemàtica especial, que té la peculiaritat de no ser contínua en cap punt del seu domini.

## Definició
Si  c  i  d  ≠  c  són dos nombres reals, (normalment es prenen els valors  c  = 1 i  d  = 0), la funció de Dirichlet es defineix com:

{\displaystyle D(x)={\begin{cases}c&\mathrm {per\ } x\ \mathrm {racional} \\d&\mathrm {per\ } x\ \mathrm {irracional} \\\end{cases}}}

Analíticament, es pot representar de la següent manera:

{\displaystyle D(x)=\lim _{k\to \infty }\left(\lim _{j\to \infty }\left(\cos(k!\pi x)^{2J}\right)\right)}

Aquesta funció no és contínua en cap punt del seu domini.